# Estádio Municipal Dr. Carlos Costa Monteiro
O Estádio Municipal Carlos Costa Monteiro, é um estádio de futebol localizado na cidade de Guaxupé, estado de Minas Gerais, tem capacidade para 3.000 pessoas.[carece de fontes?] Recebe jogos da Sociedade Esportiva Guaxupé. O estádio possui iluminação própria, mesma iluminação utilizada no Estádio do Mineirão.
 Passou por reformas no ano de 2009 na sua estrutura e não na sua estética.
Recebe jogos do campeonato mineiro de juniores e segunda divisão e também da Tradicional Copa Record de Futebol Amador, que representa importante competição do sul de minas.
Já recebeu jogos da Sociedade Esportiva Guaxupé diante de todos os tradicionais clubes de Minas e alguns do Brasil, além de ser palco do primeiro jogo noturno internacional disputado em terras mineiras diante do Penarol. Vitória da Associação Atlética de Guaxupé (AAG)  por 2 x 1 em 1928. O recorde de público do estádio foi em partida válida pelo campeonato mineiro da 1ª divisão diante do Atlético Mineiro em 1977 com aproximadamente 12300 torcedores.
Fonte: Corpo de Bombeiros de MG, FMF, Sociedade Esportiva Guaxupé e Prefeitura de Guaxupé e Galopédia.